# Жан-Франсуа Домерг
Жан-Франсуа Домерг (фр. Jean-François Domergue, нар. 23 червня 1957, Нім) — французький футболіст, що грав на позиції захисника. По завершенні ігрової кар'єри — футбольний тренер.
Виступав, зокрема, за «Бордо», а також національну збірну Франції, у складі якої став чемпіоном Європи.

## Клубна кар'єра
Ігрову кар'єру розпочав у «Бордо», де грав на позиції лівого захисника. Дебютував у першій команді 1975 року, до сезону 1977/78 вже був одним з основних футболістів «Бордо». Після того, як гравцями «Бордо» стали досвідчені захисники Маріус Трезор та Гернот Рор, Домерг став рідше потрапляти до складу і 1980 року перейшов в клуб «Лілль».
У складі «Лілля» Домерг став помітним гравцем французького чемпіонату. Наступною командою в його кар'єрі став ліонський «Олімпік», з яким, однак Домерг зайняв лише передостаннє, 19-е місце в чемпіонаті 1982/83 та вилетів в Дивізіон 2, після чого покинув команду.
Пізніше виступав за «Тулузу». З квітня 1981 по лютий 1986 року відіграв 188 матчів у чемпіонаті поспіль без замін.
1986 року став гравцем «Олімпіка» з Марселя, в якому грав в центрі захисту. З марсельським клубом дійшов до півфіналу Кубка володарів кубків 1987/88, у розіграші взяв участь у 7 матчах.
Останнім клубом Домерга став «Кан», який він залишив на самому початку сезону 1989/90 через розбіжності з головним тренером Робером Нузаром.
Всього в Дивізіоні 1 провів 445 матчів, забив 56 м'ячів.

## Виступи за збірну
В збірній Франції дебютував 18 квітня 1984 року у товариському матчі проти збірної ФРН. Домерг потрапив в заявку на домашній чемпіонат Європи 1984 року і перед початком турніру розглядався як запасний. Але після того, як у першому матчі з Данією серйозну травму отримав гравець основного складу Івон Ле Ру, Домерг на 60-й хвилині його замінив і вже не залишав основу французької команди.
Домерг став справжнім героєм півфінальної гри зі збірною Португалії. У першому таймі він відкрив рахунок прямим ударом зі штрафного, а в додатковий час, на 114-й хвилині після комбінації за участю Алена Жиресса, Луїса Фернандеса, Жана-Марка Феррері та Мішеля Платіні зрівняв рахунок. Французи в підсумку виграли 3:2 і вийшли у фінал, де перемогли збірну Іспанії.
Після тріумфального Євро Домерг рідко грав за збірну: взяв участь лише в трьох іграх, остання з яких відбулася 16 червня 1987 року. Всього у складі національної команди провів 9 матчів, забив 2 голи.

## Кар'єра тренера
Після закінчення ігрової кар'єри працював на різних посадах в «Кані» і «Парі Сен-Жермені». Першим самостійним місцем роботи став «Гавр», який він вивів у Лігу 1, але не зумів там утримати, зайнявши 18-е місце в сезоні 2002/03.
28 серпня 2004 року очолив «Монпельє», де і працював головним тренером до 24 квітня 2007 року.

## Титули і досягнення
- Чемпіон Європи (1): 1984
- Володар Кубка Артеміо Франкі (1): 1985